# Haddock
Pour les articles homonymes, voir Haddock (homonymie).
Pour les articles ayant des titres homophones, voir Ad hoc et Adoc.
 (juin 2024).
Si vous disposez d'ouvrages ou d'articles de référence ou si vous connaissez des sites web de qualité traitant du thème abordé ici, merci de compléter l'article en donnant les références utiles à sa vérifiabilité et en les liant à la section « Notes et références ».
Le haddock est une préparation salée et fumée d'aiglefin (églefin) ; ce poisson est pêché essentiellement sur les côtes de Norvège et d'Islande. Le haddock est très consommé en Europe du Nord, au Royaume-Uni (fish and chips) et aux États-Unis.

## Préparation alimentaire

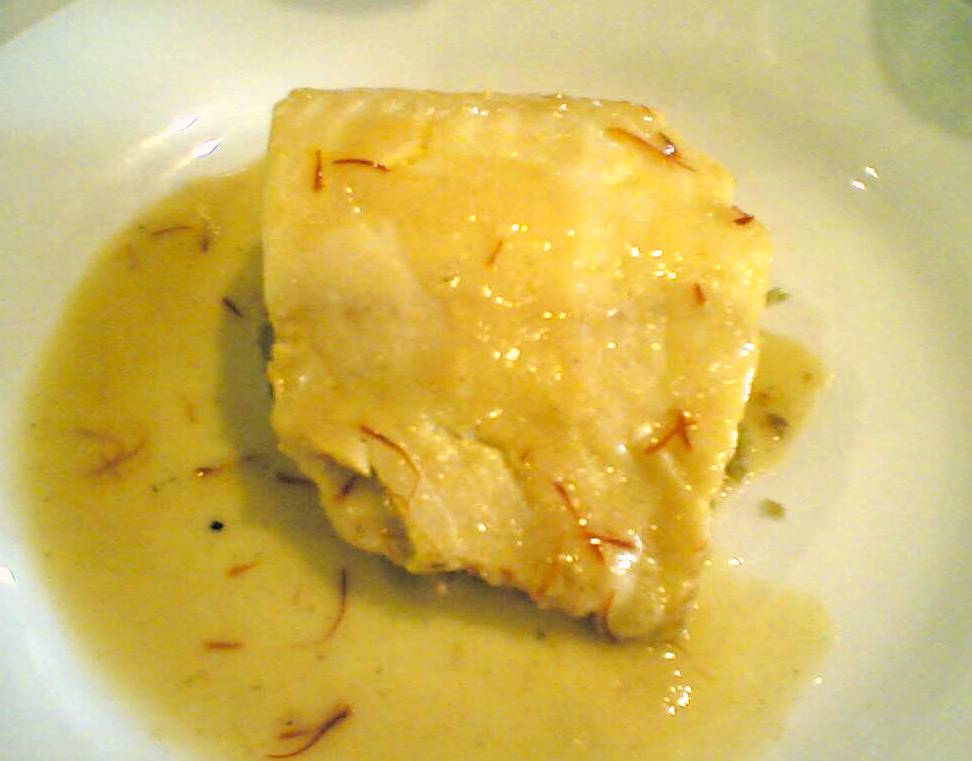
Haddock fumé à la bouillie de pois et au safran.

L'aiglefin préparé en haddock est salé, fumé et teint au rocou (colorant végétal utilisé également pour colorer la mimolette et le cheddar). Le haddock bien frais a une chair blanche et claire. La fraîcheur du filet d'aiglefin se détermine à sa tenue et à sa fermeté ; les filets doivent être translucides ; plus vieux, ils prennent un aspect crayeux. Le haddock prend moins bien la saumure que la morue et se conserve surtout par séchage et fumage. Le haddock fumé prend une teinte blanc cassé et est le plus souvent teint au rocou. Les filets de haddock, généralement vendus par les poissonniers, sont pourvus d'une peau épaisse et gélatineuse qui doit être absolument retirée avant présentation à table. Sur demande, le poissonnier peut retirer cette peau (dont le poids sera néanmoins inclus dans le poids net de l'achat). Les filets de haddock peuvent se consommer crus, rapidement pochés ou bien être cuisinés comme la morue (à l'exception de l'étape de dessalage qui n'est pas absolument nécessaire).

## Consommation
En Norvège, le haddock est l'ingrédient principal des populaires boulettes de poisson.
Au Royaume-Uni, le haddock frais est couramment consommé en restauration rapide dans les plats de fish and chips. Une forme raffinée de haddock fumé est le Finnan haddie (haddock de Finnan), d'après le village de Finnan en Écosse, où l'on produit un haddock fumé à basse température sur un feu de tourbe et de bois vert, et qui se consomme au petit-déjeuner légèrement poché au lait. Le haddock est aussi une spécialité du village de Cullen.
En France, le haddock se consomme au cours des repas comme plat de poisson. Rapidement poché à l'eau ou au lait, il est servi avec du beurre fondu, des câpres, du jus de citron, accompagné de pommes de terre bouillies, de purée de pommes de terre, de compote de pommes, d'épinards, etc.